# Karl Schmidinger
Karl Schmidinger (Horní Dvoriště bij Kaplice, 31 december 1937 –  Stadl-Paura, 25 april 2005) was een Oostenrijks componist, muziekpedagoog, dirigent en klarinettist van Tsjechische afkomst. 

## Levensloop
Schmidinger studeerde aan de Anton Bruckner Privatuniversität Linz. Vanaf 1946 viool bij Professor Arzt en drie jaar later klarinet bij Professor Stepan. Van 1958 tot 1962 was hij militaire muzikant in de Militärmusik des Militärkommandos Oberösterreich te Linz o.l.v. Prof. Rudolf Zemann. Vanaf 1 juni 1963 werd hij docent aan de Landesmusikschule Stadl-Paura in de vakken viool, altviool, gitaar, klarinet, saxofoon, dwarsfluit, hobo, blokfluit en accordeon. In 1968 behaalde hij het viool-diploma aan de Anton Bruckner Privatuniversität Linz. 
Vanaf 1976 was hij aldaar directeur. Op 31 december 1997 ging consulent Karl Schmidinger met pensioen. 
Schmidinger was dirigent van de kerkkoor "Drievuldigheid" Stadl-Paura, sinds 1971 van het Symfonieorkest van de Landesmusikschule Stadl-Paura en van 1968 tot 1986 de Musikkapelle Stadl-Paura. In 1982 werd hij met de Verdienstmedaille van de deelstaat Opper-Oostenrijk onderscheiden. Deze Oostenrijkse deelstaat benoemde hem ook tot Konsulent für Musikpflege in 1989. 
Als componist is vooral zijn fantasie Tief drinn im Böhmerwald voor harmonieorkest en de mars van de Stadlinger Schifferverein en de Blau-Weiß Marsch bekend.